# Gere Kavanaugh
Gere Kavanaugh (* 1929) ist eine US-amerikanische Designerin und Direktorin von Gere Kavanaugh Designs. Sie ist eine bekannte Persönlichkeit der kalifornischen Designszene der 1960er und 1970er Jahre.

## Leben und Ausbildung
Aufgewachsen in Memphis, Tennessee erwarb Kavanaugh einen Bachelor of Arts an der Memphis Academy of Art. Sie war 1952 eine der ersten Frauen, die einen Master of Fine Arts im Designprogramm der Cranbrook Academy of Art in Michigan (USA) erwarb.
Kavanaugh lebt in Los Angeles in den Angelino Heights.

## Karriere
Nach ihrem Abschluss an der Cranbrook Academy wurde sie bei General Motors angestellt, wo sie im Styling-Studio Displays entwarf und Modellküchen herstellte.  Kavanaugh gehörte zu den "Damsels of Design" von GM, der ersten Gruppe von Frauen, die als professionelle Designerinnen in einem US-Unternehmen arbeiteten.
Im Jahr 1960 verließ sie GM und nahm eine Stelle im Detroiter Büro des Architekten Victor Gruen an. Dort entwarf sie die Inneneinrichtung von Einzelhandelsgeschäften und Einkaufszentren der USA. Der Firmensitz zog später nach Los Angeles, wo sich Gere Kavanaugh mit Frank Gehry und Greg Walsh anfreundete. Später teilte sie sich Atelierräume mit Gehry, Don Chadwick und Deborah Sussman, und gründete schließlich ihre eigene Firma im Jahr 1964 Gere Kavanaugh/Designs (GK/D).
Kavanaughs Design prägte vor allem Textilien, Möbeln, Spielzeug, Grafiken, Laden- und Restaurantinterieurs, Festtagsdekoration und Haushaltswaren. Zudem kuratierte sie in der Vergangenheit Ausstellungen.

## Ausstellungen
- Autry Museum of the American West, "California Designing Women, 1896 -1996
- LA County Museum of Art, "Pacific Standard Time"
- Golden State of Craft, 25. September 2011 –  8. Januar 2012, Craft Folk and Art Museum, "Pacific Standard Time"
- California Design, Pasadena Museum, California
- Goddess in the Details, Pratt Institute, New York
- 100 Years of Women in Design from 1900-2000, Bard Center for Decorative Arts, NY
- Table Settings - Koryo Silks for the Tiffany & Co., New York

## Bücher
- "Home Sweet Home," a study of domestic vernacular architecture - Rizzoli
- "Design in the '50s" - Taschen
- Color in Architecture - Van Nostrand Reinhold
- Color Consulting - Van Nostrand Reinhold
- "Personal Places" - Whitney Publications
- Mondo Materials - Materials and Design Ideas
- Woman Designers in USA 1900-2000
- Bard Graduate Center of Studies for Decorative arts - BGC Yale Press

## Auszeichnungen
Kavanaugh wurde 2016 mit der AIGA-Medaille ausgezeichnet, die ihren "erstaunlichen und vielseitigen Ansatz für Design" würdigt.